# Oscarverleihung 2018
Übersicht aller ausgezeichneten Filme

◄◄ | ◄ | 2014 | 2015 | 2016 | 2017 | Oscarverleihung 2018 | 2019 | 2020 | 2021 | 2022 | ►

Weitere Ereignisse

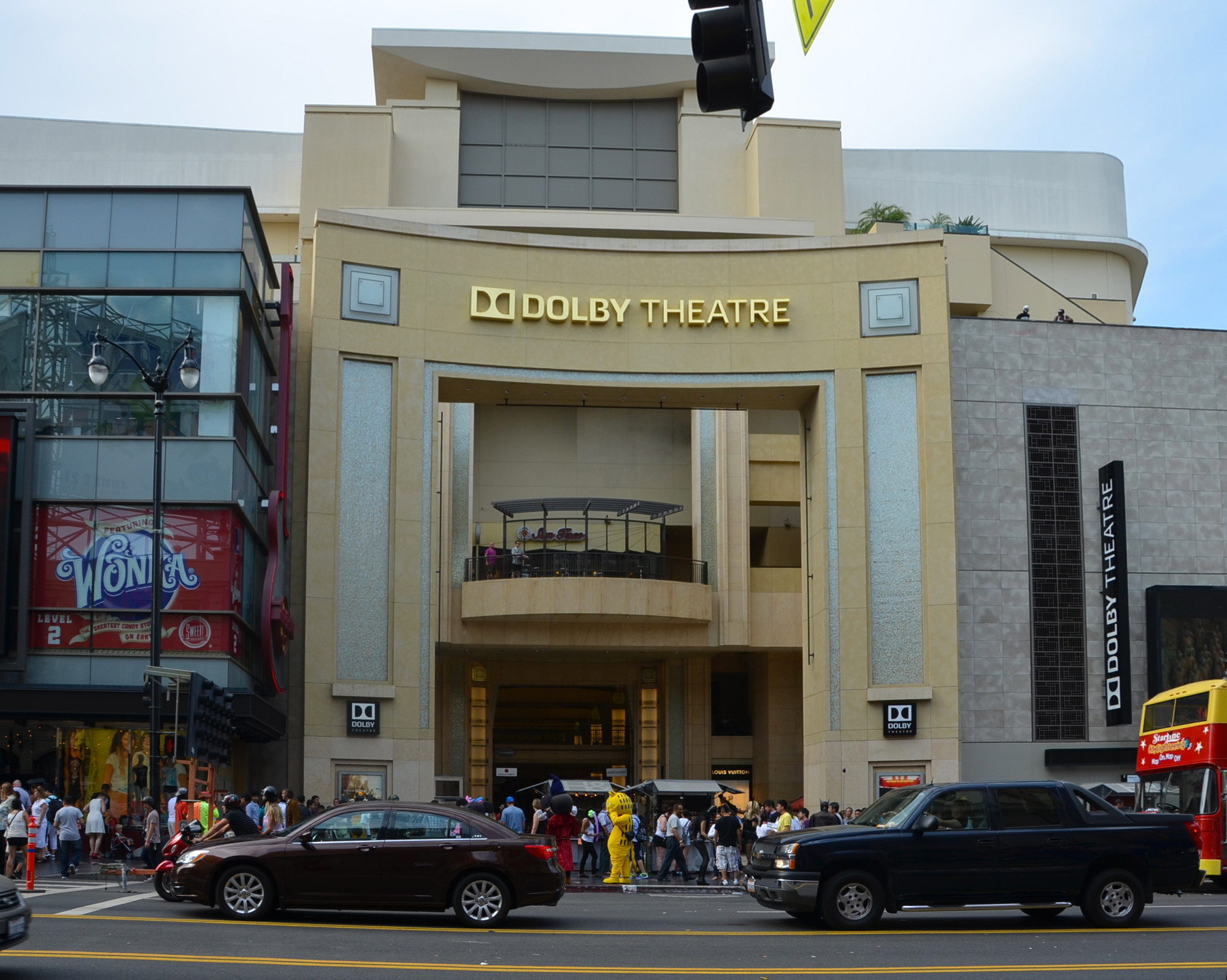
Das Dolby Theatre, Veranstaltungsort der Oscarverleihung 2018

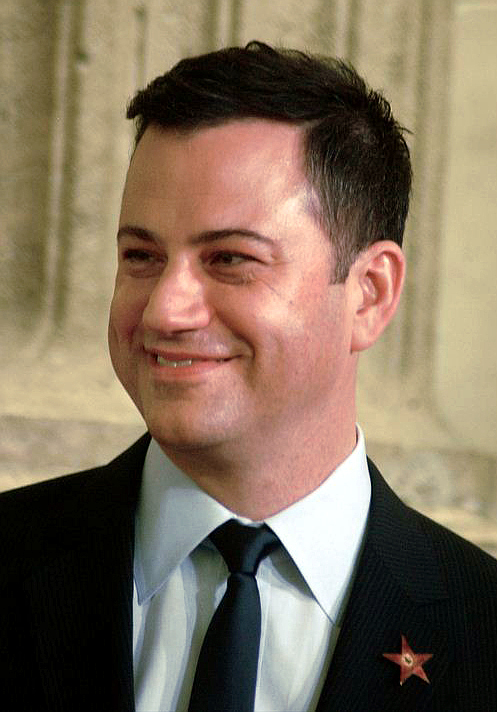
Jimmy Kimmel, Moderator der Verleihung

Die 90. Verleihung der Oscars (englisch 90th Academy Awards) fand am 4. März 2018 im Dolby Theatre in Los Angeles statt. Der späte Termin der üblicherweise Ende Februar stattfindenden Veranstaltung wurde wegen der gleichzeitig stattfindenden Olympischen Winterspiele gewählt. Im Jahr der Oscarverleihung werden immer Filme ausgezeichnet, die im Vorjahr in den amerikanischen Kinos erstmals gezeigt wurden, in diesem Fall die Filme des Jahres 2017. Am erfolgreichsten schnitt Guillermo del Toros Fantasyfilm Shape of Water – Das Flüstern des Wassers ab, der in vier seiner 13 Nominierungen ausgezeichnet wurde, darunter die Preise für den besten Film und die beste Regie. Damit war Shape of Water – Das Flüstern des Wassers nach 14 Jahren der erste und überhaupt der zweite Fantasyfilm, der als bester Film ausgezeichnet wurde.
Die Produktion der Verleihungszeremonie übernahmen wie im Vorjahr die beiden US-amerikanischen Filmproduzenten Michael De Luca und Jennifer Todd. Jimmy Kimmel führte wie bereits im Vorjahr durch den Abend. Die Nominierungen wurden am 23. Januar 2018 von Tiffany Haddish und Andy Serkis offiziell bekanntgegeben.
Eine Premiere gab es in der Kategorie Beste Kamera. Erstmals in der Geschichte der Oscars wurde mit Rachel Morrison eine Kamerafrau nominiert.
Durch seine zweite Oscar-Auszeichnung wurde Robert Lopez der erste Künstler, der die Emmy, Grammy, Oscar und Tony Awards in einer Wettbewerbskategorie jeweils mindestens zweimal gewinnen konnte.
Casey Affleck, der Gewinner der Kategorie Bester Hauptdarsteller der Oscars 2017, nahm nicht an der Oscarverleihung teil, da gegen ihn Vorwürfe der sexuellen Belästigung vorlagen, er aber den Fokus auf der Arbeit der Filmschaffenden belassen wollte. Bis dahin war es traditionell üblich, dass der letztjährige Gewinner der Kategorie Bester Hauptdarsteller den Preis an die beste Hauptdarstellerin überreicht.
Im Rahmen der musikalischen Begleitung des Abends wurden alle in der Kategorie Bester Song nominierten Musikstücke vorgestellt. Gael García Bernal, Natalia Lafourcade und Miguel präsentierten Remember Me aus dem Pixar-Film Coco – Lebendiger als das Leben!, geschrieben von Kristen Anderson-Lopez und Robert Lopez. Mary J. Blige stellte den Song Mighty River aus Dee Rees’ Film Mudbound vor, geschrieben von Raphael Saadiq und Taura Stinson, Common und Andra Day präsentierten Stand Up for Something aus dem Film Marshall, geschrieben von Diane Warren und Common, und Keala Settle den Song This is Me aus dem Film Greatest Showman, geschrieben von Benj Pasek und Justin Paul. Zudem präsentierte Sufjan Stevens den Song Mystery of Love aus dem Film Call Me by Your Name.
| Film                                      | N  | A |
| ----------------------------------------- | -- | - |
| Shape of Water – Das Flüstern des Wassers | 13 | 4 |
| Dunkirk                                   | 8  | 3 |
| Three Billboards Outside Ebbing, Missouri | 7  | 2 |
| Die dunkelste Stunde                      | 6  | 2 |
| Der seidene Faden                         | 6  | 1 |
| Blade Runner 2049                         | 5  | 2 |
| Lady Bird                                 | 5  | 0 |
| Call Me by Your Name                      | 4  | 1 |
| Get Out                                   | 4  | 1 |
| Mudbound                                  | 4  | 0 |
| Star Wars: Die letzten Jedi               | 4  | 0 |
| I, Tonya                                  | 3  | 1 |
| Baby Driver                               | 3  | 0 |
| Coco – Lebendiger als das Leben!          | 2  | 2 |
| Die Schöne und das Biest                  | 2  | 0 |
| Die Verlegerin                            | 2  | 0 |
| Victoria & Abdul                          | 2  | 0 |

## Preisträger und Nominierungen

### Bester Film
präsentiert von Warren Beatty und Faye Dunaway
Shape of Water – Das Flüstern des Wassers (The Shape of Water) – Produktion: Guillermo del Toro und J. Miles Dale
Call Me by Your Name – Produktion: Peter Spears, Luca Guadagnino, Émilie Georges und Marco Morabito
Die dunkelste Stunde (Darkest Hour) – Produktion: Tim Bevan, Eric Fellner, Lisa Bruce, Anthony McCarten und Douglas Urbanski
Dunkirk – Produktion: Emma Thomas und Christopher Nolan
Get Out – Produktion: Sean McKittrick, Jason Blum, Edward H. Hamm Jr. und Jordan Peele
Lady Bird – Produktion: Scott Rudin, Eli Bush und Evelyn O’Neill
Der seidene Faden (Phantom Thread) – Produktion: JoAnne Sellar, Paul Thomas Anderson, Megan Ellison und Daniel Lupi
Three Billboards Outside Ebbing, Missouri – Produktion: Graham Broadbent, Pete Czernin und Martin McDonagh
Die Verlegerin (The Post) – Produktion: Amy Pascal, Steven Spielberg und Kristie Macosko Krieger

### Beste Regie
präsentiert von Emma Stone

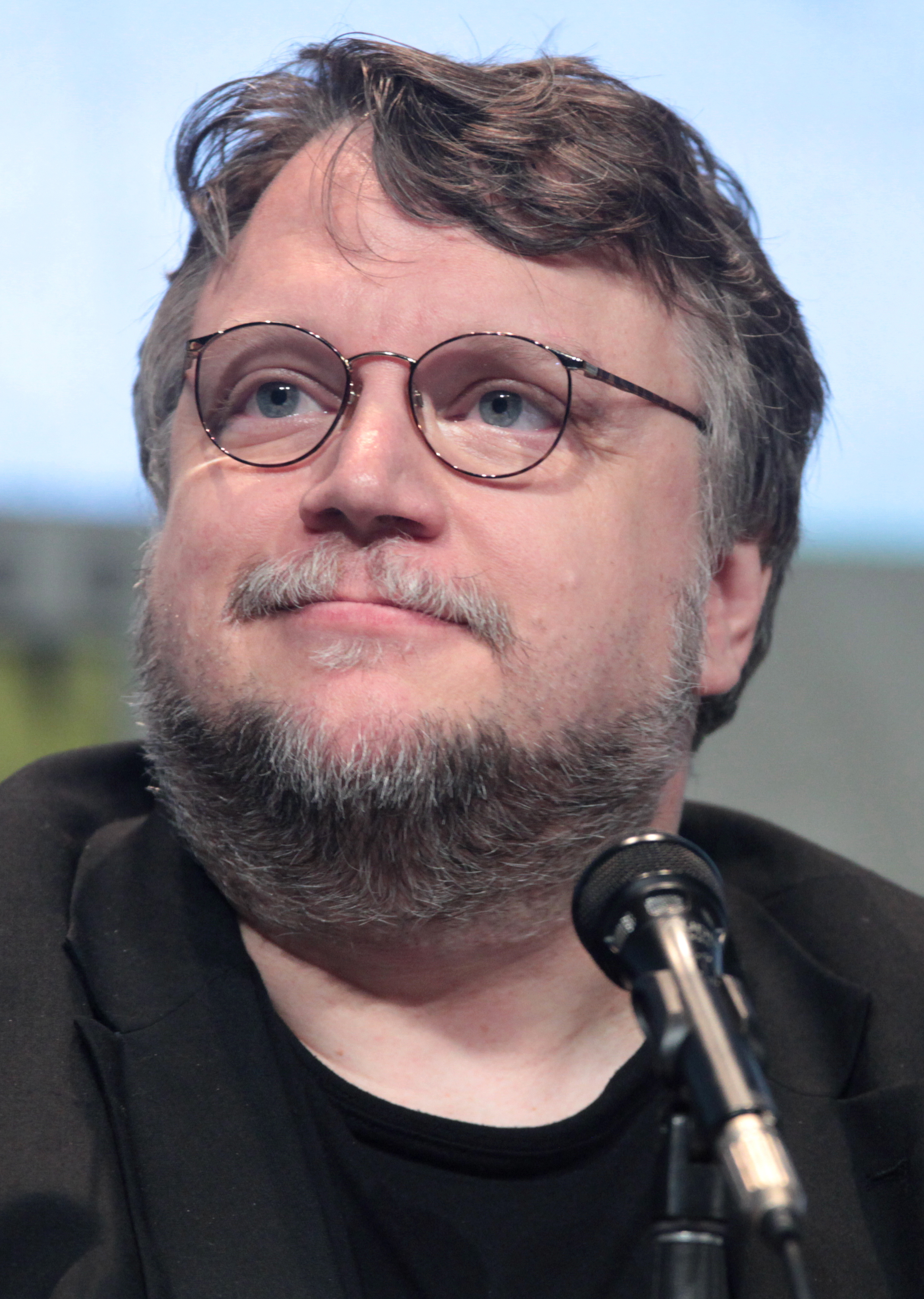
Guillermo del Toro, Regisseur von Shape of Water – Das Flüstern des Wassers

Guillermo del Toro – Shape of Water – Das Flüstern des Wassers (The Shape of Water)
Paul Thomas Anderson – Der seidene Faden (Phantom Thread)
Greta Gerwig – Lady Bird
Christopher Nolan – Dunkirk
Jordan Peele – Get Out

### Bester Hauptdarsteller
präsentiert von Jane Fonda und Helen Mirren
Gary Oldman – Die dunkelste Stunde (Darkest Hour)
Timothée Chalamet – Call Me by Your Name
Daniel Day-Lewis – Der seidene Faden (Phantom Thread)
Daniel Kaluuya – Get Out
Denzel Washington – Roman J. Israel, Esq. – Die Wahrheit und nichts als die Wahrheit (Roman J. Israel, Esq.)

### Beste Hauptdarstellerin
präsentiert von Jodie Foster und Jennifer Lawrence
Frances McDormand – Three Billboards Outside Ebbing, Missouri
Sally Hawkins – Shape of Water – Das Flüstern des Wassers (The Shape of Water)
Margot Robbie – I, Tonya
Saoirse Ronan – Lady Bird
Meryl Streep – Die Verlegerin (The Post)

### Bester Nebendarsteller
präsentiert von Viola Davis
Sam Rockwell – Three Billboards Outside Ebbing, Missouri
Willem Dafoe – The Florida Project
Woody Harrelson – Three Billboards Outside Ebbing, Missouri
Richard Jenkins – Shape of Water – Das Flüstern des Wassers (The Shape of Water)
Christopher Plummer – Alles Geld der Welt (All the Money in the World)

### Beste Nebendarstellerin
präsentiert von Mahershala Ali
Allison Janney – I, Tonya
Mary J. Blige – Mudbound
Lesley Manville – Der seidene Faden (Phantom Thread)
Laurie Metcalf – Lady Bird
Octavia Spencer – Shape of Water – Das Flüstern des Wassers (The Shape of Water)

### Bestes adaptiertes Drehbuch
präsentiert von Chadwick Boseman und Margot Robbie
James Ivory – Call Me by Your Name
Scott Frank, James Mangold und Michael Green – Logan – The Wolverine (Logan)
Scott Neustadter und Michael H. Weber – The Disaster Artist
Aaron Sorkin – Molly’s Game – Alles auf eine Karte (Molly’s Game)
Virgil Williams und Dee Rees – Mudbound

### Bestes Originaldrehbuch
präsentiert von Nicole Kidman
Jordan Peele – Get Out
Greta Gerwig – Lady Bird
Emily V. Gordon und Kumail Nanjiani – The Big Sick
Martin McDonagh – Three Billboards Outside Ebbing, Missouri
Guillermo del Toro und Vanessa Taylor – Shape of Water – Das Flüstern des Wassers (The Shape of Water)

### Beste Kamera
präsentiert von Sandra Bullock
Roger Deakins – Blade Runner 2049
Bruno Delbonnel – Die dunkelste Stunde (Darkest Hour)
Hoyte van Hoytema – Dunkirk
Dan Laustsen – Shape of Water – Das Flüstern des Wassers (The Shape of Water)
Rachel Morrison – Mudbound

### Bestes Szenenbild
präsentiert von Lupita Nyong’o und Kumail Nanjiani
Paul Denham Austerberry, Shane Vieau und Jeffrey A. Melvin – Shape of Water – Das Flüstern des Wassers (The Shape of Water)
Nathan Crowley und Gary Fettis – Dunkirk
Dennis Gassner und Alessandra Querzola – Blade Runner 2049
Sarah Greenwood und Katie Spencer – Die Schöne und das Biest (Beauty and the Beast)
Sarah Greenwood und Katie Spencer – Die dunkelste Stunde (Darkest Hour)

### Bestes Kostümdesign
präsentiert von Eva Marie Saint
Mark Bridges – Der seidene Faden (Phantom Thread)
Consolata Boyle – Victoria & Abdul
Jacqueline Durran – Die Schöne und das Biest (Beauty and the Beast)
Jacqueline Durran – Die dunkelste Stunde (Darkest Hour)
Luis Sequeira – Shape of Water – Das Flüstern des Wassers (The Shape of Water)

### Beste Filmmusik
präsentiert von Christopher Walken
Alexandre Desplat – Shape of Water – Das Flüstern des Wassers (The Shape of Water)
Carter Burwell – Three Billboards Outside Ebbing, Missouri
Jonny Greenwood – Der seidene Faden (Phantom Thread)
John Williams – Star Wars: Die letzten Jedi (Star Wars: The Last Jedi)
Hans Zimmer – Dunkirk

### Bester Song
präsentiert von Emily Blunt und Lin-Manuel Miranda
„Remember Me“ aus Coco – Lebendiger als das Leben! (Coco) – Musik und Text: Kristen Anderson-Lopez und Robert Lopez
„Mighty River“ aus Mudbound – Musik und Text: Mary J. Blige, Raphael Saadiq und Taura Stinson
„Mystery of Love“ aus Call Me by Your Name – Musik und Text: Sufjan Stevens
„Stand Up for Something“ aus Marshall – Musik: Diane Warren; Text: Lonnie R. Lynn und Diane Warren
„This Is Me“ aus Greatest Showman (The Greatest Showman) – Musik und Text: Benj Pasek und Justin Paul

### Bestes Make-up und beste Frisuren
präsentiert von Gal Gadot und Armie Hammer
Kazuhiro Tsuji, David Malinowski und Lucy Sibbick – Die dunkelste Stunde (Darkest Hour)
Daniel Phillips und Loulia Sheppard – Victoria & Abdul
Arjen Tuiten – Wunder (Wonder)

### Bester Schnitt
präsentiert von Matthew McConaughey
Lee Smith – Dunkirk
Jon Gregory – Three Billboards Outside Ebbing, Missouri
Paul Machliss und Jonathan Amos – Baby Driver
Tatiana S. Riegel – I, Tonya
Sidney Wolinsky – Shape of Water – Das Flüstern des Wassers (The Shape of Water)

### Bester Ton
präsentiert von Ansel Elgort und Eiza González
Gregg Landaker, Gary A. Rizzo und Mark Weingarten – Dunkirk
Ron Bartlett, Doug Hemphill und Mac Ruth – Blade Runner 2049
Christian Cooke, Brad Zoern und Glen Gauthier – Shape of Water – Das Flüstern des Wassers (The Shape of Water)
David Parker, Michael Semanick, Ren Klyce und Stuart Wilson – Star Wars: Die letzten Jedi (Star Wars: The Last Jedi)
Julian Slater, Tim Cavagin und Mary H. Ellis – Baby Driver

### Bester Tonschnitt
präsentiert von Ansel Elgort und Eiza González
Richard King und Alex Gibson – Dunkirk
Mark A. Mangini und Theo Green – Blade Runner 2049
Nathan Robitaille und Nelson Ferreira – Shape of Water – Das Flüstern des Wassers (The Shape of Water)
Julian Slater – Baby Driver
Matthew Wood und Ren Klyce – Star Wars: Die letzten Jedi (Star Wars: The Last Jedi)

### Beste visuelle Effekte
präsentiert von Gina Rodriguez und Tom Holland
John Nelson, Gerd Nefzer, Paul Lambert und Richard R. Hoover – Blade Runner 2049
Joe Letteri, Daniel Barrett, Dan Lemmon und Joel Whist – Planet der Affen: Survival (War for the Planet of the Apes)
Ben Morris, Mike Mulholland, Neal Scanlan und Chris Corbould – Star Wars: Die letzten Jedi (Star Wars: The Last Jedi)
Stephen Rosenbaum, Jeff White, Scott Benza und Mike Meinardus – Kong: Skull Island
Christopher Townsend, Guy Williams, Jonathan Fawkner und Dan Sudick – Guardians of the Galaxy Vol. 2

### Bester Animationsfilm
präsentiert von Kelly Marie Tran, Oscar Isaac, Mark Hamill und BB-8
Coco – Lebendiger als das Leben! (Coco) – Lee Unkrich und Darla K. Anderson
The Boss Baby – Tom McGrath und Ramsey Ann Naito
Der Brotverdiener (The Breadwinner) – Nora Twomey und Anthony Leo
Ferdinand – Geht STIERisch ab! (Ferdinand) – Carlos Saldanha und Lori Forte
Loving Vincent – Dorota Kobiela, Hugh Welchman und Ivan Mactaggart

### Bester animierter Kurzfilm
präsentiert von Kelly Marie Tran, Oscar Isaac, Mark Hamill und BB-8
Dear Basketball – Glen Keane und Kobe Bryant
Es war einmal … nach Roald Dahl (Revolting Rhymes) – Jakob Schuh und Jan Lachauer
Garden Party – Victor Caire und Gabriel Grapperon
Lou – Dave Mullins und Dana Murray
Negative Space – Max Porter und Ru Kuwahata

### Bester Kurzfilm
präsentiert von Tiffany Haddish und Maya Rudolph
Das stille Kind (The Silent Child) – Chris Overton und Rachel Shenton
DeKalb Elementary – Reed Van Dyk
The Eleven O’Clock – Derin Seale und Josh Lawson
My Nephew Emmett – Kevin Wilson, Jr.
Watu Wote – All of us – Katja Benrath und Tobias Rosen

### Bester Dokumentarfilm
präsentiert von Greta Gerwig und Laura Dern
Ikarus (Icarus) – Bryan Fogel und Dan Cogan
Abacus: Small Enough to Jail – Steve James, Mark Mitten und Julie Goldman
Augenblicke: Gesichter einer Reise (Visages Villages) – Agnès Varda, JR und Rosalie Varda
Die letzten Männer von Aleppo (آخر الرجال في حلب) – Feras Fayyad, Kareem Abeed und Søren Steen Jespersen
Strong Island – Yance Ford und Joslyn Barnes

### Bester Dokumentar-Kurzfilm
präsentiert von Tiffany Haddish und Maya Rudolph
Heaven Is a Traffic Jam on the 405 – Frank Stiefel
Edith+Eddie – Laura Checkoway, Thomas Lee Wright
Heroin(e) – Elaine McMillion Sheldon, Kerrin Sheldon
Knife Skills – Thomas Lennon
Traffic Stop – Kate Davis, David Heilbroner

### Bester fremdsprachiger Film
präsentiert von Rita Moreno
Eine fantastische Frau (Una mujer fantástica), Chile – Sebastián Lelio
Der Affront (L’insulte), Libanon – Ziad Doueiri
Körper und Seele (Testről és lélekről), Ungarn – Ildikó Enyedi
Loveless (Neljubov), Russland – Andrei Swjaginzew
The Square, Schweden – Ruben Östlund

## Einsendungen für die Kategorie Bester fremdsprachiger Film
Bei 92 eingereichten Filmen in der Kategorie Bester fremdsprachiger Film wurde ein neuer Teilnahmerekord erreicht. Mit Ayiti Mon Amour (Haiti), Morazán (Honduras), Dearest Sister (Laos), Comboio de Sal e Açúcar (Mosambik), Félicité (Senegal) und Little Gandhi (Syrien) reichten dabei sechs Länder erstmals einen Film ein.
Als offizieller deutscher Kandidat ging Fatih Akins Thriller Aus dem Nichts ins Rennen. Als Schweizer Kandidat wurde Petra Volpes Filmdrama Die göttliche Ordnung ausgesucht. Österreich reichte Michael Hanekes französisch-deutsch-österreichische Koproduktion Happy End ein.
Im Dezember 2017 war eine Vorauswahl (Shortlist) von neun Filmen getroffen worden. Neben den fünf final nominierten Filmen waren folgende weitere Filme in der Vorauswahl:
- Aus dem Nichts – Deutschland
- Félicité – Senegal
- Foxtrot – Der Tanz des Schicksals (פוֹקְסטְרוֹט) – Israel
- Die Wunde (The Wound) – Südafrika

## Ehren-Oscars

### Honorary Award
Die vom Board of Governors der Academy of Motion Picture Arts and Sciences bestimmten Ehrenpreisträger wurden am 11. November 2017 bei den neunten Governors Awards ausgezeichnet. Erstmals seit 20 Jahren wurde dabei an Alejandro G. Iñárritu für sein VR-Projekt Carne y Arena wieder ein Special Achievement Award verliehen. Die Preisträger waren:
Donald Sutherland, kanadischer Schauspieler
Agnès Varda, belgische Regisseurin
Owen Roizman, US-amerikanischer Kameramann
Charles Burnett, US-amerikanischer Filmemacher
Alejandro G. Iñárritu, mexikanischer Filmemacher

### Gordon E. Sawyer Award
Jonathan Erland, britischer Spezialeffektkünstler

## In Memoriam
Das Segment „In Memoriam“, mit dem alljährlich in einem kurzen Video der wichtigsten Verstorbenen im Bereich Film gedacht wird, wurde von Jennifer Garner präsentiert. Während des Segments trat Eddie Vedder mit Tom Pettys Musikstück Room at the Top auf.
Folgende Künstler wurden im Segment erwähnt:
- John G. Avildsen, Regisseur
- Toni Ann Walker, Hairstylistin
- June Foray, Schauspielerin, Synchronsprecherin
- Walter Lassally, Kameramann
- Chuck Berry, Sänger, Songwriter
- Robert Osborne, Autor, Kolumnist, Moderator
- Jill Messick, Produzentin
- Harry Dean Stanton, Schauspieler
- Terence Marsh, Szenenbildner
- Rita Riggs, Kostümdesignerin
- Mary Goldberg, Casting Director
- Anthony Harvey, Regisseur, Filmeditor
- Therese DePrez, Szenenbildnerin
- Debra Chasnoff, Dokumentarfilmerin
- Jóhann Jóhannsson, Komponist
- Jonathan Demme, Regisseur
- Michael Ballhaus, Kameramann
- Les Lazarowitz, Sound Mixer
- Idrissa Ouédraogo, Autor, Regisseur
- Joe Hyams, Public Relations Manager
- John Heard, Schauspieler
- Martin Landau, Schauspieler
- Glenne Headly, Schauspielerin
- Eric Zumbrunnen, Filmeditor
- Roger Moore, Schauspieler
- Sam Shepard, Autor, Schauspieler
- Allison Shearmur, Produzentin
- John Mollo, Kostümdesigner
- Jeanne Moreau, Schauspielerin, Regisseurin
- Loren Janes, Stuntman
- George A. Romero, Regisseur, Produzent
- Rance Howard, Schauspieler
- Sridevi, Schauspielerin
- Haruo Nakajima, Schauspieler
- Martin Ransohoff, Produzent
- Hiep Thi Le, Schauspielerin
- Ron Berkeley, Makeup Artist
- Joseph Bologna, Schauspieler, Autor
- Fred J. Koenekamp, Kameramann
- Murray Lerner, Dokumentarfilmer
- Don Rickles, Regisseur, Komiker
- Seijun Suzuki, Regisseur
- Bernie Casey, Schauspieler
- Shashi Kapoor, Schauspieler, Produzent
- Tom Sanders, Szenenbildner
- Danielle Darrieux, Schauspielerin
- Jerry Greenberg, Filmeditor
- Brad Grey, Executive Producer, Manager
- Míriam Colón, Schauspielerin
- Luis Bacalov, Komponist
- Jerry Lewis, Schauspieler, Regisseur, Autor